# Johann Preuss
Johann Preuss (Duitse spelling: Preuß of Preuße; Guben, 1620 – Selchow, 1696) was een Duits socinianistisch theoloog en prediker.

## Biografie
Preuss studeerde aan de Albertina Universiteit te Koningsbergen, waarvoor hij zich op 17 september 1644 heeft ingeschreven. Vervolgens studeerde hij aan enkele universiteiten in Nederland. Hij verhuisde vervolgens naar Polen en keerde in 1656 terug naar Duitsland, intussen was hij sociniaan geworden. Door deze omstandigheden verhuisde hij weer naar Polen en werd daar prediker. Toen de socinianen in 1660 Polen moesten verlaten, ging Preuss met hen naar Brandenburg. Door zijn beslommeringen om anderen proseliet te maken zat hij in 1664 een tijd in de gevangenis. Daarna was hij werkzaam als prediker van een parochie in Selchow.

## Publicaties (selectie)
- Herzliches Saitenspiel (1657)
- Geistlicher Weihrauch (1662)
- Fastenspeise (1678)